# غراهام إدواردز (كاتب)
غراهام إدواردز (بالإنجليزية: Graham Edwards)‏ هو كاتب بريطاني، ولد في 1965.